# Ruiselede
Ruiselede là một đô thị ở tỉnh Tây Flanders. Thị trấn này chỉ bao gồm nội thị Ruiselede. Tại thời điểm 1/6/2006 Ruiselede có dân số 5.113 người. Tổng diện tích là 30,20 km² với mật độ dân số là 169 người trên mỗi km².

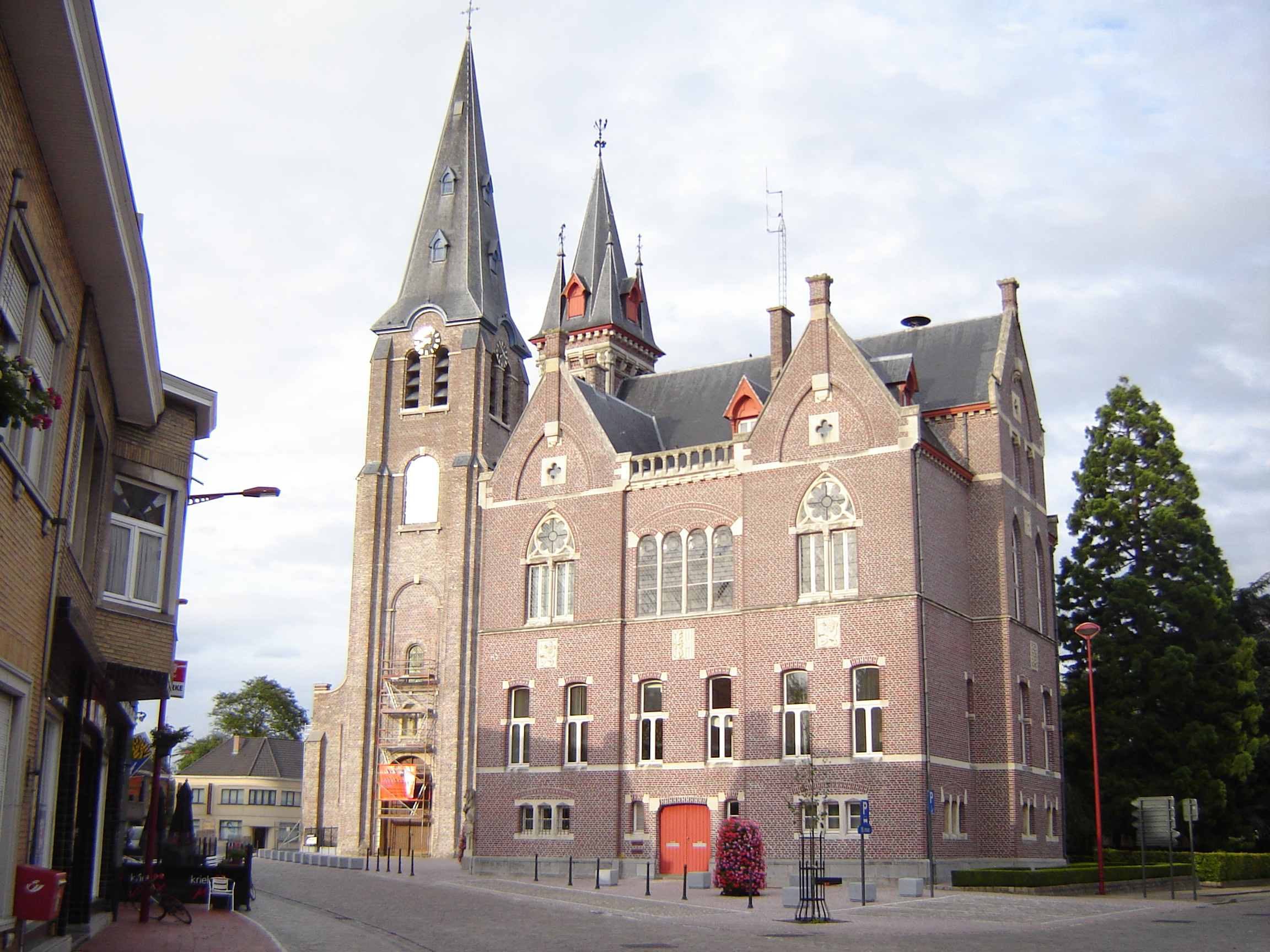
Trung tâm với giáo đường